# Новый Татыш
Новый Татыш (баш. Яңы Татыш) — деревня в Краснокамском районе Республики Башкортостан Российской Федерации. Входит в состав Новокаинлыковского сельсовета.

## География

### Географическое положение
Расстояние до:
- районного центра (Николо-Берёзовка): 64 км,
- центра сельсовета (Новый Каинлык): 14 км,
- ближайшей ж/д станции (Нефтекамск): 91 км.

## История
Возникла в начале XX века путем переселения людей из деревни Старый Татыш Илишевского района Башкирии.

## Население
| 2002 | 2009 | 2010 |
| ---- | ---- | ---- |
| 142  | ↗153 | ↘133 |

Национальный состав
Согласно переписи 2002 года, преобладающая национальность — башкиры (83 %).